# Johannes Musaeus Norman
Johannes Musaeus Norman (26 de octubre de 1823 - 15 de enero de 1903) fue un botánico, y micólogo noruego. Fue profesor de botánica sistemática y fitogeografía en el Museo de Bergen.

## Algunas publicaciones
- 1852, publ. 1853. Conatus praemissus redactionis novae generum nonnullorum lichenum in organis fructificationis vel sporis fundatae. Nyt Magazin for Naturvidenskaberne Christiana 7: 213-252, tab.
- 1868. Specialia loca natalia plantarum nonnullarum vascularium & characearum & lichenum in agro arctico confiniisque sponte nascentium observavit. Kongelige Norske Videnskabernes Selskabs Skrifter 5: ?

### Libros
- 1894. Oversigtlig fremstilling af karplanternes udbredning. Norges arktiska Flora
- 1894. Norges arktiske flora. Ed. O. Andersens. 642 pp. Reimpreso por BiblioBazaar, 2010. ISBN 1-148-06717-5
- 1893. Florae arcticae Norvegicae species & formae nonnullae novae v. minus cognitae plantarum vascularium. 59 pp.
- 1868. Specialia loca natalia plantarum nonnullarum vascularium & characearum & lichenum in agro Arctico Norvegiae confiniisque sponte nascentium. 138 pp.
- 1864. Index supplementarius locorium natalium specialium plantarum nonnullarum vascularium in provincia arctica Norvegiae sponte nascentium. 58 pp.
- 1857. Quelques observations de morphologie végétale. 32 pp.

## Eponimia
- (Malvaceae) Hibiscus normani F.Muell.[1]
- (Orchidaceae) Oncidium normani Hort ex Pritz.[2]
- (Rubiaceae) Galium normani Dahl[3]